# Лукачова Ольга Михайлівна
О́льга Миха́йлівна Лукачо́ва (3 вересня 1987 , Дніпро ) — українська співачка, учасниця популярних джазових проєктів, лідер і вокалістка авторського проєкту VOLGA: FUNK, екс-вокалістка MARU.

## Загальні відомості
Народилась 3 вересня 1987 в Дніпропетровську.
З дитинства займалась музикою під керівництвом свого батька Михайла Лукачова, який в 2001 році привів її в дніпропетровський губернаторський джазовий оркестр, де вона заспівала свою першу пісню в стилі джаз — «Sweet Georgia Brown», яку згодом виконала також на конкурсі «Голос країни».

Виступала вокалісткою з джазовим репертуаром, брала участь у сальса-бенді Dislocados.
З 2012 року була солісткою першого київського джазбенду Kiev Big Band Дениса Аду. Тоді ж взяла участь в шоу «Голос Країни». Гастролює з квінтетом її імені.
Ольга є вокалісткою авторського проєкту VOLGA: FUNK бере участь у різних колабораціях з зірками української і зарубіжної сцени.
VOLGA: FUNK— це група професійних музикантів, які грають в різних складах відомих бендів різних музичних напрямків — від року до хіп-хопу. На сцені одночасно виступають 13 чоловік: 9 інструментальних музикантів, 3 бек-вокаліста і лід-вокал. В репертуарі проєкту — фанк 1960-70-х років.
2015 року разом з басистом гурту «Океан Ельзи» Денисом Дудком Ольга Лукачова підготувала невеличкий концерт, на якому були представлені кавер-версії відомих композицій у форматі «контрабас-вокал». Після декількох подібних концертів Ольга і Денис створили дует MARU, який згодом став супергуртом після приєднання до них відомих музикантів з гурту Бумбокс та інших гуртів. У грудні 2018 року вийшла з проєкту MARU, зосередившись на сольних виступах та проєкті VOLGA: FUNK.
Навчалася на режисера-продюсера у Національній академії керівних кадрів культури і мистецтв у Києві.

## Проєкти
- Kiev Big Band
- VOLGA: FUNK
- MARU

## Проєкт VOLGA: FUNK
Ольга Лукачова очолює фанковий проєкт VOLGA: Funk, у складі якого:
- Ольга Лукачова — вокалістка, лідер проєкту
- Євген Бічасний; Ольга Чернишова; Каріна Мугір; Ганна Мороз; Анастасія Бойко — бек-вокал
- Олександр Чаркін; Кирило Погудін, Олексій Сагітов — тромбон
- Михайло Сарана — саксофон
- Олександр Телепнев; Сергій Сидоренко; Дмитро Кришталь, Антон Самутін — труба
- Павло Литвиненко; Олег Пашковський — клавішні
- Юрій Нацвлішвілі — бас
- Олександр Люлякін; Сергій Юзвик — барабан
- Орхан Агабейлі; Костянтин Байдуш — перкуссія Гості концертів: соліст гурту The Maneken Євген Філатов, соліст гурту O.Torvald Євген Галич, Соня Сухорукова, ALLOISE, Олег Міхайлюта ТНМК, PIANOBOY, KADNAY, Tolo4nyi, Ілля Єресько засновник Сальса гурту DISLOCADOS та інші.